# Обыкновенный ариус
Обыкновенный ариус (лат. Arius arius) — вид лучепёрых рыб из семейства ариевых. Впервые был описан Фрэнсисом Бьюкенен-Гамильтоном в 1822 году, первоначально в составе рода Pimelodus.
Широко распространены в Индо-Тихоокеанской области у берегов Бангладеш, Индии, Камбоджи, Малайзии, Филиппин, Пакистана, Шри-Ланки, Мьянмы, Гонконга, Таиланда, Сингапура и Китая. Длина рыбы может достигать 40 см, но обычно составляет около 15 см. Питается рыбами рода Stolephorus, крабами, моллюсками, креветками и другими беспозвоночными. Представляет интерес для коммерческого рыболовства. Красная книга МСОП в настоящее время оценивает этот вид как вызывающий наименьшее беспокойство (охранный статус LC) из-за его широкого распространения и отсутствия известных угроз, но отмечает, что данные о рыболовстве неточны, поэтому численность вида, возможно, переоценена.